# 박영서 (경상북도의원)
박영서(朴泳瑞, 1963년 2월 27일~)는 대한민국의 정치인이다. 제10·11·12대 경상북도의회 도의원(3선)이다. 경상북도 문경 출생이다.

## 학력
- 경북대학교 대학원 토목공학과 공학 석사

## 경력
- 대구경북아스콘조합 감사
- (주)대지 C대표이사
- 경북 문경시생활체육회 회장
- 경북 문경시 지역사회복지협의체 공동대표위원장
- 2014년 7월 1일~2018년 6월 30일: 제10대 경상북도의회 도의원
- 2018년 7월 1일~2022년 6월 30일: 제11대 경상북도의회 도의원
- 2022년 7월 1일~: 제12대 경상북도의회 의원
  - 2022. 7.~2024. 6. 제12대 경상북도의회 전반기 부의장
  - 2022. 7.~ 제12대 경상북도의회 전·후반기 행정보건복지위원회 위원
  - 2022. 9 국민의힘 경북도당 위원회 상임부위원장

## 역대 선거 결과
|  | 17.93% |

|  | 43.49% |

|  | 66.1% |

|  | 0% |